# Doktor Proktor i proszek pierdzioszek (powieść)
Doktor Proktor i proszek pierdzioszek – powieści dla dzieci autorstwa Jo Nesbø. Była to najlepiej sprzedająca się książka dla dzieci w Norwegii w roku 2007. Tłumaczona na wiele języków. Powieść zapoczątkowała cykl powieści tego autora o doktorze Proktorze.
Na jej podstawie w 2014 roku powstał film  o tym samym tytule.

## Treść[4]
Doktor Proktor, starzejący się wynalazca, pracuje nad wielkim odkryciem. Z pomocą małej sąsiadki Lisy i jej kolegi Bulle tworzy najpotężniejszy na świecie Proszek Pierdzioszek. Kiedy wydaje się, że spełnia się jego marzenie zostania wielkim wynalazcą, pojawiają się nikczemni bliźniacy Truls i Trym Thrane, którzy planują wykraść recepturę jego wynalazku.